# Lakatan

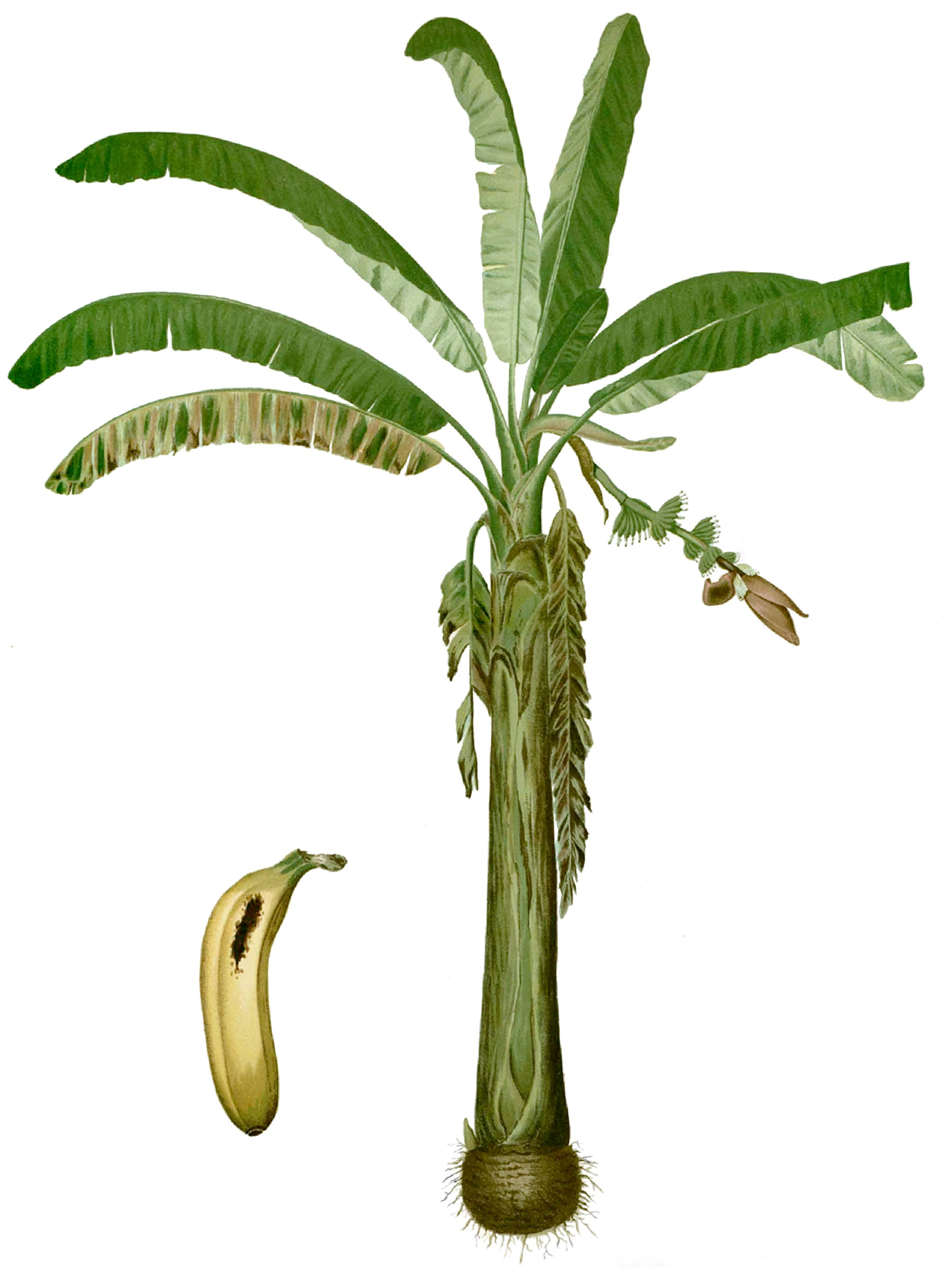
Musa acuminata 'Lakatan', illustration extraite de Flora de Filipinas par Francisco Manuel Blanco (1880).

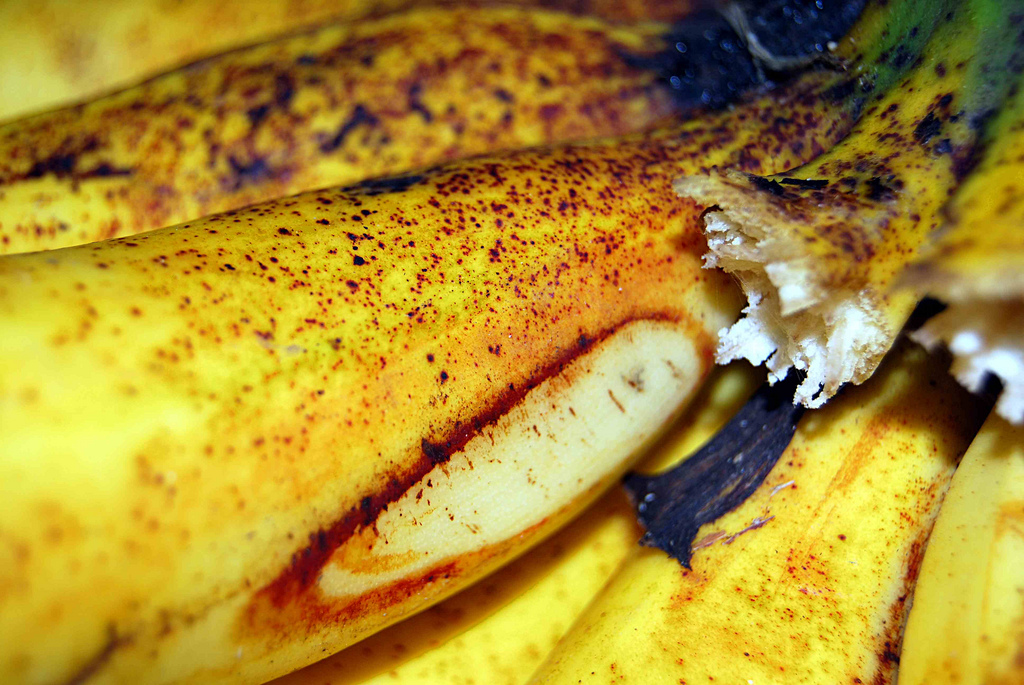
Banane Lakatan vue de près.

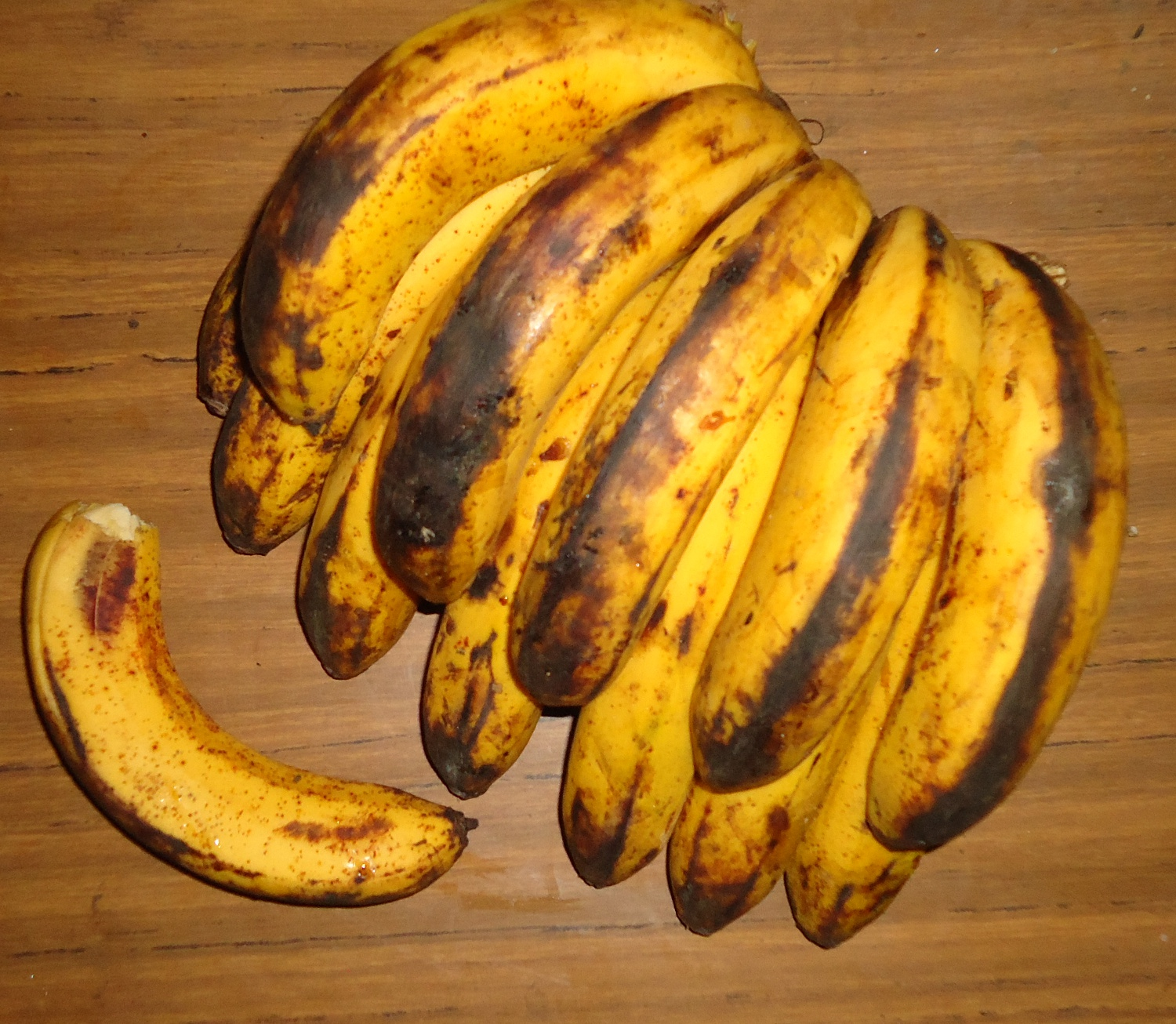
La peau des bananes Lakatan trop mûres vire généralement au noir.

Lakatan (à ne pas confondre avec le cultivar Lacatan du groupe des bananiers Cavendish, appelé également 'Bungulan') est un cultivar de bananier diploïde originaire des Philippines. 
C'est l'un des cultivars de bananiers les plus communs aux Philippines, avec les cultivars 'Latundan' et 'Saba'.

## Taxinomie et nomenclature
Le cultivar Lakatan est un bananier diploïde du  groupe AA.
Sa désignation officielle est : Musa acuminata (Groupe AA ) 'Lakatan'.
Synonymes :
- Musa x paradisiaca L.  ssp. sapientum (L.) Kuntze var. lacatan Blanco
- Musa acuminata Colla (Cavendish Group) cv. 'Lacatan'

Le cultivar Masak Hijau (Musa acuminata Colla (Groupe AAA) cv. 'Masak Hijau') du groupe Cavendish est également appelé 'Lacatan' en Amérique latine et aux Antilles. 
Ce cultivar a été décrit à l'origine par Francisco Manuel Blanco sous le nom de « Lacatan », mais la lettre « c » a été remplacée par la lettre « k » pour le différencier du Lacatan américain, qui est en fait un Bungulan,  appelé aussi 'Jamaican Lacatan',.

## Description
Le bananier Lakatan croît généralement jusqu'à une hauteur de 1,5 à 2,8 mètres. 
Les fruits peuvent être récoltés 8 à 12 mois après la plantation. 
Lakatan est sensible au virus du sommet touffu du bananier (BBTV, Banana Bunchy Top Virus).
Les fruits de Lakatan sont plus longs et ont une peau plus épaisse que les bananes 'Latundan' et prennent à maturité une couleur jaune-orange caractéristique ,.

## Utilisation
La Lakatan est la banane dessert la plus populaire aux Philippines. Elle est plus chère que les variétés plus communes, 'Latundan' et 'Cavendish'. 
Toutefois, les Philippins préfèrent aussi bien[pas clair] les 'Latundan' et les 'Lakatan' aux 'Cavendish'.
Cette banane a une teneur en β-carotène plus élevée que les autres variétés.

### liens externes
- (en) Description de la variété 'Lakatan' sur Musapedia